# Kuk Sool Won

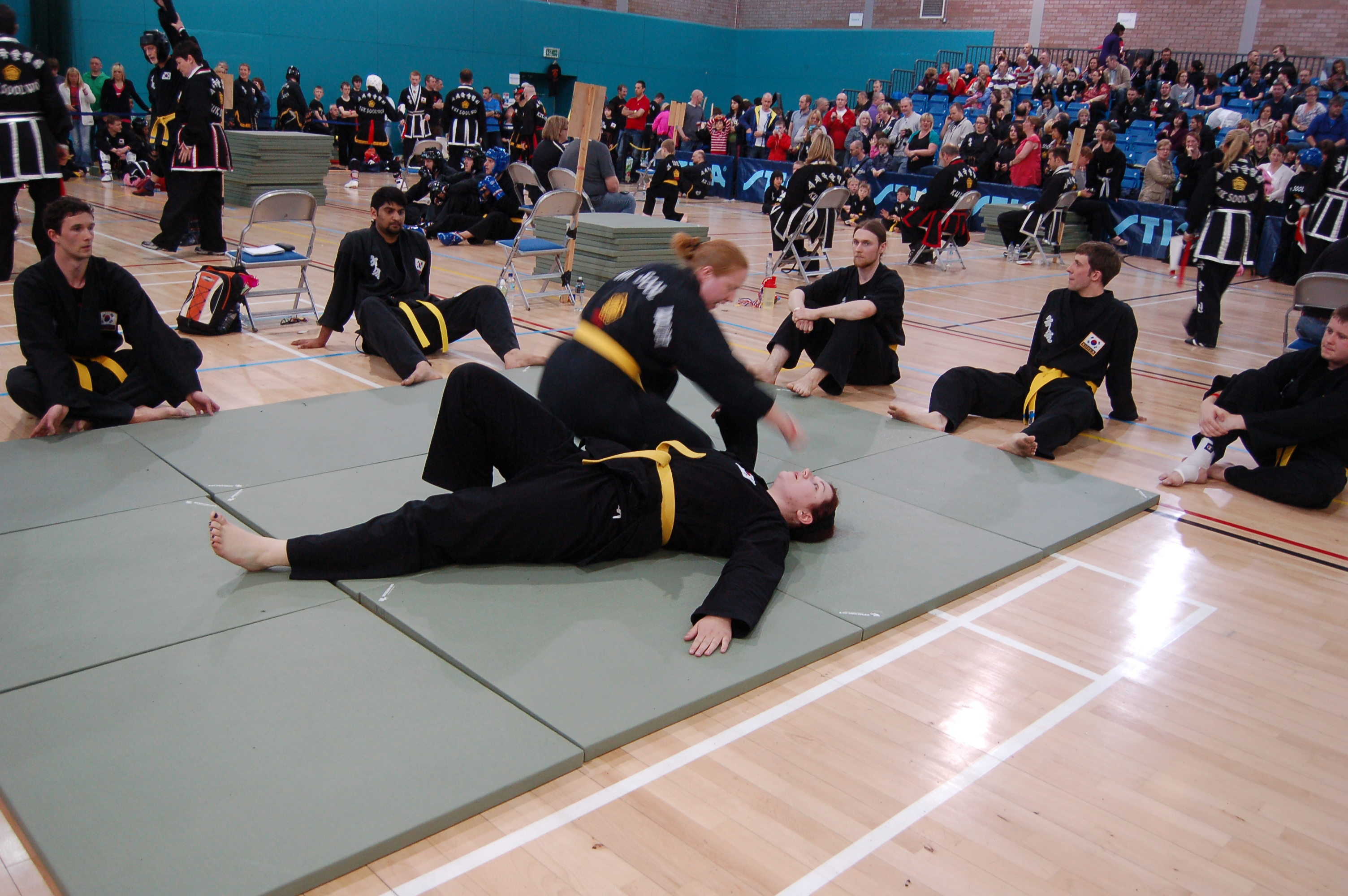
Arter Marciales

Kuk Sool Won (Asociación Nacional de Artes Marciales) es un estudio sistemático de todos los sistemas de lucha tradicionales de la península de Corea que trata de integrar y explorar todos los aspectos de las artes marciales tradicionales de Corea.
Las tres ramas del arte marcial tradicional de Corea que el Kuk Sool Woon estudia son Sah Doh Mu Sool, Bool Kyo Mu Sool y Koong Joon Mu Sool. El primero de todos es más viejo aún que la cultura coreana, ha sido practicado en la península tiempo antes de que se establezca el primer reino coreano en el año 333 a. C.